# Prunus schneideriana
Prunus schneideriana är en rosväxtart som beskrevs av Emil Bernhard Koehne. Prunus schneideriana ingår i släktet prunusar, och familjen rosväxter. Inga underarter finns listade i Catalogue of Life.